# 特蒙语
特蒙语（Thmon）是分布在柬埔寨东北部的一种巴拿语支语言。
墨侬语、特蒙语、梅勒语和卡翁语均与斯丁语有约70%的词汇相似性(Barr & Pawley 2013:32)。
特蒙语曾分布在蒙多基里省戈涅县Memom村，1973年因战争迁往桔井省三博县Kotol社Benam村(Barr & Pawley 2013:28)。